# Teorema della base di Hilbert
In matematica, il teorema della base di Hilbert è un risultato dell'algebra commutativa, fondamentale nello studio degli anelli noetheriani. Esso afferma che, se {\displaystyle A} è noetheriano, allora l'anello dei polinomi {\displaystyle A[x]} è ancora noetheriano; ricorsivamente, questo dimostra che {\displaystyle A[x_{1},\ldots ,x_{n}]}, così come ogni {\displaystyle A}-algebra finitamente generata, è un anello noetheriano.
Il teorema è stato dimostrato per la prima volta da David Hilbert nel 1888 nel caso in cui {\displaystyle A} è un campo, e poi generalizzato nella forma attuale da Emmy Noether. Una dimostrazione costruttiva (a differenza di quella di Hilbert) fu data da Paul Gordan nel 1900.
Il risultato è anche importante in geometria algebrica, in quanto dimostra che ogni insieme algebrico può essere definito da un numero finito di equazioni polinomiali.

## Dimostrazione
Supponiamo per assurdo che {\displaystyle A[x]} non sia noetheriano; allora, esiste un ideale {\displaystyle I\subseteq A[x]} non finitamente generato. Costruiamo una successione {\displaystyle p_{0},p_{1},\ldots ,p_{n},\ldots } di polinomi nel modo seguente:
- {\displaystyle p_{0}} è un elemento di {\displaystyle I} di grado minimo (tra gli elementi di {\displaystyle I});
- {\displaystyle p_{n}} è un elemento di {\displaystyle I\setminus (p_{0},\ldots ,p_{n-1})} di grado minimo tra gli elementi di {\displaystyle I\setminus (p_{0},\ldots ,p_{n-1})}.

Sia {\displaystyle a_{i}} il coefficiente direttore di {\displaystyle p_{i}}, e sia {\displaystyle d_{i}} il grado di {\displaystyle p_{i}}.
Sia {\displaystyle J} l'ideale di {\displaystyle A} generato dagli {\displaystyle a_{i}}; poiché {\displaystyle A} è noetheriano, {\displaystyle J} è finitamente generato. In particolare, {\displaystyle J} è generato da {\displaystyle a_{0},\ldots ,a_{N-1}} per un certo intero {\displaystyle N}.
In particolare, si può scrivere {\displaystyle a_{N}=\sum _{i=0}^{N-1}e_{i}a_{i},\ e_{i}\in A}; consideriamo il polinomio
{\displaystyle q(x):=\sum _{i=0}^{N-1}e_{i}x^{d_{N}-d_{i}}p_{i}(x)}.
Per definizione, {\displaystyle q(x)} appartiene a {\displaystyle (p_{0},\ldots ,p_{N-1})}; inoltre, {\displaystyle q(x)} è un polinomio di grado {\displaystyle d_{N}} il cui coefficiente direttore è {\displaystyle \sum _{i=0}^{N-1}e_{i}a_{i}=a_{N}}. In particolare, il polinomio
{\displaystyle q(x)-p_{N}(x)}
è un polinomio di grado {\displaystyle d_{N}-1} che appartiene a {\displaystyle I} (perché vi appartengono sia {\displaystyle q(x)} che {\displaystyle p_{N}(x)}) ma non a {\displaystyle (p_{0},\ldots ,p_{N-1})} (perché vi appartiene {\displaystyle q(x)} ma non {\displaystyle p_{N}(x)}). Questo tuttavia contrasta con la scelta di {\displaystyle p_{N}} come polinomio di grado minimo in {\displaystyle I\setminus (p_{0},\ldots ,p_{N-1})}: di conseguenza, {\displaystyle I} deve essere un ideale finitamente generato, e {\displaystyle A[x]} è un anello noetheriano.